# Riomaggiore
Riomaggiore (lokalt Rimazùu) er en landsby og comune i La Spezia-provinsen, der ligger i en del i Liguria regionen i Italien. Det er den første af de fem landsbyer kendt som Cinque Terre, som man møder når man rejser nordpå fra La Spezia.
Landsbyen stammer fra 1200-tallet, og den er kendt for sin historiske bygninger og vin, der produceres fra byens egne vinmarker. Riomaggiore ligger i Riviera di Levante regionen. Den ligger ud til Middelhavets Genovagolfen med en lille strand og kaj, der er omkranset af en række smalle lejlighedsbygninger.. Riomaggiores hovedgade er Via Colombo, hvor der ligger adskillige restauranter, barer og butikker.
Via dell'Amore er en sti der går fra Riomaggiore til landsbyen Manarola mod nord, der også en en af de fem Cinque Terre.
Riomaggiore har inspireret malerier af Telemaco Signorini (1835-1901), der er en kunstner i Macchiaioli-gruppen.
Riomaggiore og de andre byer var inspiration til den fiktive by Portorosso i animationsfilmen Luca (2001).

## Galleri
- Huse opført på klipperne
- Panorama
- Huse på skråningerne
- Riomaggiore